# Vankor
Vankor (Russisch: Ванкор) is een vachtovy posjolok (tijdelijke nederzetting voor arbeiders in ploegendienst) ten zuiden van de rivier de Cheta bij het Vankorveld, een groot olie- en gasveld in het district Toeroechanski in het noordwesten van de Russische kraj Krasnojarsk, dat vanaf 2009 in bedrijf is. De nederzetting is in beheer bij RN-Vankor, een dochteronderneming van staatsbedrijf Rosneft.
Voor de olie- en gaswerkers zijn drie pensions gebouwd: Kamp 1220 (met 15 wooneenheden), OBP-700 en ZjVK-850, waarbij de aantallen verwijzen naar het aantal slaapplekken. Tussen deze compounds zijn onverharde wegen aangelegd.
Vanwege de afgelegen ligging is de plaats alleen te bereiken over een winterweg (december tot mei) of per helikopter. Er zijn vliegverbindingen met Igarka, Korottsjajevo (bij Novy Oerengoj) en Tarko-Sale. Er zijn plannen voor de aanleg van een landingsbaan voor kleine vliegtuigen.